# Капаручи (Анкона)
Капаручи је насеље у Италији у округу Анкона, региону Марке.
Према процени из 2011. у насељу је живело 37 становника. Насеље се налази на надморској висини од 464 м.